# 黒ひげ危機一発
黒ひげ危機一発（くろひげききいっぱつ、英: Pop-up Pirate）はタカラトミー（旧:トミー）による玩具。1975年から販売されているロングセラー商品。

## 概要
海賊が頭だけを出している樽に対して短剣を刺し、樽から飛び出す海賊の反応を楽しむゲームである。
シンプルかつ飽きのこないゲーム性やユーモラスなキャラクター性からヒット商品となり、2020年までに81種類の製品が発売され世界47か国で約1500万個を売り上げている。
商品開発の経緯として、鎌倉で行われた企画合宿にて「ファミリー向けアクションゲーム」「何度でも遊べるランダム性」を課題とした際に海を眺めていたある社員が「アクション」から「かっこいい」、「海」から「海賊」の着想を得て「海賊＝かっこいい」のイメージを交えて開発された。
なお、「ききいっぱつ」は四字熟語としては「危機一髪」の表記が正しいが、「黒ひげ危機一発」は「発」の字を用いている。

## ルールの変移
発売当初は、敵に捕まり樽の中で縛られている仲間の海賊を救出するため、短剣を刺しながら樽の中でロープを切って助け出すという設定であり、「飛び出させた人が勝ち」となるゲームであった。しかし、実は製品化前の企画・構想の段階では「飛び出させた人の負け」とする予定であった。だが、「剣を最後まで差し込まずにズルをする人がいるかもしれない」との理由で上記にもある「飛び出させた人が勝ち」となるルールに変更された。
1976年、フジテレビのクイズ番組『クイズ・ドレミファドン!』の放送初回からプレゼントゲームに採用され、一般に多く知られるようになったが、番組初期の頃は「飛び出させたらボーナス得点没収」というルールであったため、「飛び出させた人の負け」というイメージが世間に広まった。
その後、正式ルールも1979年に「遊ぶ人が任意で勝ち負けを決める」となった時期を経て、1995年に「飛び出させたほうが負け」となることとなった。その後、2025年7月に、発売50周年を記念して、「飛び出したら“勝ち”」に原点回帰することが発表された。

## バリエーション
黒ひげ危機一発には、バリエーションが多数存在する。短剣を刺して、樽に入ったキャラクターが飛び出すと負け（もしくは、勝ち）という基本的なルールは変わらないものの、新しい要素が加わったり、黒ひげの代わりに人気キャラクターになったコラボレーション商品などのバージョンがある。このほか派生商品として持ち運びが可能な小さいサイズのキーチェーン版、ストラップ版がある。また、短剣の形状を鋭く細い物から丸みを帯びたものに変えるなど安全基準に応じた見直しも行われている。
- 黒ひげ危機一発ゲーム（1975年）
顎ヒゲを蓄えたシュッとした顔立ちの黒ひげ人形に細長い樽とした[1]。
- NEW 黒ひげ危機一発ゲーム（1979年） 
ファミリー向けを意識し本製品より黒ひげ人形が現在まで用いられている口ヒゲを蓄えた丸顔となった[1]。
- 生ダル危機一発ゲーム（1982年）
- 絶叫ジャンボ黒ひげ危機一発ゲーム（1990年）
- 元祖 黒ひげ危機一発ゲーム（1995年）
- 黒ひげ危機一発NEWパッケージ（2000年）
- 黒ひげ危機一発2000 金の剣（2000年）[6]
- 黒ひげ危機一発2000 銀の剣（2000年）[6]
- ジャンボ黒ひげ危機一発!ゆれタルしゃべっタル（2001年）[6]
- 絶叫ジャンボ黒ひげ危機一発（2001年）[6]
- 赤ひげ危機一発（2003年）[6]
樽ではなくドラム缶に短剣を刺していく。キャラクターの代わりに水鉄砲から水が飛び出す。
- 黒ひげ一発千金ゲーム（2005年）[6]
短剣の代わりにコインを投入していき、当たると樽が上下に割れて投入されたコインが飛び出す。
- 黒ひげ危機一発ゲーム（初代復刻版）（2005年）
- ラブヒゲ危機一発（2007年）[6]
- 黒ひげUSBハブ（2007年）
- 黒ひげ危機一発 30周年記念パッケージ（2007年）
- 黒ひげ博士 ビリビリ危機一発（2008年）[6]
- ラブヒゲ危機一発sweet（2009年）[6]
- ラブヒゲ危機一発Devil Cupid（2009年）[6]
- 黒ひげ危機一発（リニューアル）（2011年）
- ジャンボ黒ひげ危機一発（2011年）
- 超飛びジャンボ黒ひげ危機一発（2013年）[6]
飛距離が通常品（ジャンボ黒ひげ危機一発）と比べて5倍。
- ワルひげ危機一発（2015年）
- 超飛び黒ひげ危機一発MAX5（2020年）[1]
飛距離が通常品と比べ5倍、黒ひげ人形が5体同時発射する。また安全性を考慮し人形の頭部はラバー素材となっている。
- にぎやかサウンド♪黒ひげ危機一発（2023年）
タカラトミーに在籍している視覚障害者の社員による企画から製品化された。樽に短剣を差し込む時及び海賊の人形が飛び出す時に音が出る仕組みになっている[7]。

### コラボレーションバージョン
- 黒ひげ危機一発 レイザーラモンHG VERSION
爆笑問題のバク天!とのコラボレーションとして海賊の代わりにレイザーラモンHGを起用し、『黒ひゲイ危機一発』として2005年12月末に発売された[8]。これに対しセクシュアルマイノリティ教職員ネットワークが「同性愛者への差別を助長する」と抗議[9]。協議の結果、商品名を『黒ひげ危機一発・レイザーラモンHGバージョン』に変更した[10]。
- 黒ひげ危機一発 パイレーツ・オブ・カリビアン
- マツコ危機一発DX - マツコ・デラックスを起用
- 青木さやか危機一発
- スギちゃん危機一発だぜぇ～
- スター・ウォーズ関連
  - ダース・ベイダー危機一発
  - R2-D2おしゃべり危機一発
- ディズニー関連
  - ミッキーマウス危機一発
  - くまのプーさん危機一発
  - スティッチ危機一発
  - オラフ危機一発
  - バズ・ライトイヤー危機一発
- スーパーマリオ危機一発
- ひょっこりひょうたん島 トラヒゲ危機一発
通常のバージョン以外に、キャラクター・樽・短剣がモノクローム仕様の「モノクロバージョン」が存在する。
- ドロンボー危機一発
アニメ「ヤッターマン（リメイク版）」とのコラボで、海賊の代わりにドロンボー一味を起用。
- 進撃の巨人 超大型巨人危機一発
設定に合わせ、人形の大きさが1.5倍。
- STAND BY ME ドラえもん危機一発
- どぶろっく危機一発なんじゃないの～!
- たまドラ危機一発
- ハローキティ黒ひげ危機一発
- ミニオン危機一発
- ピカチュウ危機一発
- ドラえもん危機一発
- バズ・ライトイヤー危機一発
- オラフ危機一発
- ドナルド危機一発
2017年にマクドナルドが販売しているハッピーセットのおまけとして、同社のオリジナルバージョンにカスタマイズしたものを配布[11]。

#### 黒ひげ危機一発 とびこれ!!
コレクションフィギュア要素を加えたシリーズ。サイズは通常の3分の1となっている。
| VOCALOID キャラクター・ボーカル・シリーズ - 初音ミク - 鏡音リン - 鏡音レン - 巡音ルカ 艦隊これくしょん -艦これ- - 島風 - 金剛 - 天津風 - 妙高（中破ver.） - 妙高の中破コラージュ画像をタカラトミーの関係者が気に入って商品化したため、これに限り中破仕様となっている。 | ハイキュー!! - 日向翔陽 - 影山飛雄 - 孤爪研磨 - 及川徹 ディズニーツムツム 商品名が「黒ひげ危機一発 とびこれSP!!」となっている。 - ミッキーマウス - オラフ - エイリアン - プー |

### 黒ひげ危機100発
2009年7月発売のバリエーションのひとつ。従来の剣を刺して遊ぶのではなく、ルーレットを回し止まった色の3色のどれかの剣型ボタンを押すことで、音が鳴るか又は多数の黒ひげくんカードが飛び出す。フェイントの場合はカードのみだが、当たりの場合はチーンの音と共に黒ひげくんカードに続けて黒ひげくん人形も飛び出し救出成功になる。

### 黒ひげ危機一発 ゆらゆら海賊船ゲーム
2010年10月発売の派生商品。すごろくを基本にしたゲームで、ドックロンが揺らす邪魔で落ちないようにしながらゴールまで進んでいく。
登場キャラ
- 黒ひげくん - お宝を探す冒険者
- 白ひげ - 黒ひげの仲間で航海士
- セーラー - 黒ひげの仲間で姫様
- ドルフィー - 黒ひげの仲間でナイフ投げ達人
- キャプテン・ドックロン - ガイコツ海賊。黒ひげの敵
- コッコロン - ドックロンの部下達

## アプリ
- 黒ひげ危機一発(3D) （2011年、タカラトミーエンタメディア）
- 黒ひげ危機一発 神経衰弱 （2011年、タカラトミーエンタメディア）

## パチンコ・パチスロ
パチンコ
- CR黒ひげ危機一発（2003年、京楽産業.）
- CRぱちんこ黒ひげ危機一発2（2007年、京楽産業.）

パチスロ
- パチスロ「黒ひげ危機一発」（2011年、山佐）

## 児童書
- 『黒ひげ危機一発 へんてこかいぞく1、2の3』笹川ひろし作、徳山光俊絵（1995年、ポプラ社）
- 『黒ひげ危機一発 ゆうれい船のおばけパーティー』笹川ひろし作、徳山光俊絵（1995年、ポプラ社）
- 『黒ひげ危機一発 たからもの1ばんコンテスト』笹川ひろし作、徳山光俊絵（1996年、ポプラ社）

## 漫画
『テレビマガジン』（講談社）2021年10・11月合併号より連載。原作・監修：タカラトミー、作画：吉山みかん